# ADN Cot-1
L'ADN Cot-1 est un échantillon contenant la plupart des séquences d'ADN répétitives et pratiquement aucune des séquences uniques (non répétitives) du génome humain.
La longueur moyenne des fragments d'ADN dans un tel échantillon est d'environ 300 pb. 
L'ADN Cot-1 permet de supprimer les séquences répétitives d'ADN dans le cadre de l'hybridation génomique comparative.